# Lukas Nilsson
Lukas Eric Oliver Nilsson (født 16. december 1996 i Ystad, Sverige) er en svensk håndboldspiller som spiller for Aalborg Håndbold og Sveriges herrehåndboldlandshold.
Han deltog under EM i håndbold 2020 i Sverige/Østrig/Norge.